# Robert Domany
Robert Domany (Orahovica, 16. ožujka 1908. — Balinka Peć, 3. travnja 1942.) bio je sudionik Španjolskog građanskog rata i Narodnooslobodilačke borbe i narodni heroj Jugoslavije.

## Životopis
Rođen je 16. ožujka 1908. godine u Orahovici u židovskoj obitelji. Prije rata studirao je na Tehničkom fakultetu u Zagrebu.
Tijekom studija se uključio u revolucionarni pokret. Godine 1937., bio je primljen u članstvo Komunističke partije Jugoslavije. Iste godine otišao je u Španjolsku, gdje se u redovima Internacionalnih brigada borio protiv fašizma. Tamo je napredovao do čina topničkog kapetana Republikanske armije. Krajem 1937. godine, postao je zapovjednik baterije u Drugoj diviziji teškoga topništva „Škoda“, koji je bio u sastavu 21. korpusa, a početkom 1938. našao se u sastavu 45. divizije. U proljeće 1938. godine, bio je prebačen s divizijom na Aragonsku frontu. Tijekom borbi Druge divizije pod Mosquitom de Jarcu, baterija, pod zapovjedništvom Roberta Domanyja, zaustavila je napad fašističkog bataljuna i nanijela mu veće gubitke.
U svibnju 1938. godine, za zapovjednika Druge divizije „Škoda“ bio je postavljen Koča Popović, a poslije njegovog ranjavanja, u srpnju 1938., zapovjednik divizije postao je Robert Domany. Kao zapovjednik divizije ostao je sve do povlačenja pripadnika Internacionalnih brigada iz Španjolske. Poslije dolaska u Francusku, bio je interniran u logor „Verne”, gdje je ostao do 1940. godine. Tada se javio za rad u Njemačku, nadajući se da će se tako lakše prebaciti u Jugoslaviju.
U Njemačkoj se Robert zaposlio u gradu Dessauu, u tvornici aviona „Junkers“. Gestapo je ubrzo otkrio skupinu od dvadeset jugoslavenskih španjolskih dobrovoljaca, među kojima su, pored Roberta, bili i Kosta Nađ, Danilo Lekić, Otmar Kreačić i Dušan Kveder. Oni su, u proljeće 1941. bili odvedeni u koncentracijski logor Braunschweig, gdje su se nalazili mjesec dana. Poslije toga, bili su vraćeni na rad u tvornicu, s obrazloženjem „da Nijemci poštuju ugovor o radu“, ali da su bili u logoru zato da vide „što ih čeka ako se budu bavili politikom“.
Preko tada već uspostavljenog kanala za povratak španjolskih dobrovoljaca u Jugoslaviju, Robert se vratio u Zagreb i odmah se uključio u pripreme za podizanje oružanog ustanka protiv fašizma. U kolovozu 1941. godine je radio na organiziranju partizanskih postrojbi na Kordunu. Ubrzo je postavljen za zapovjednika Drugog kordunaškog partizanskog odreda. Sa svojim odredom je sudjelovao, među ostalim u borbama kod Slunja, Vojnića, Veljuna i Plaškog.
Robert Domany je poginuo kao žrtva izdaje. Jedan vod Treće čete Trećeg bataljuna Drugog kordunaškog odreda je prišao četnicima, ali su ih ovi na prijevaru razoružali. Tada su četnici iste noći kod Balinka Peći (Lika), 3. travnja 1942. godine, ubili Robreta, političkog komesara Trećeg bataljuna Branka Latasa, zapovjednika i političkog komesara Treće čete Stevu Čuturila i Dragu Štajnbergera. Kako nitko ne bi pronašao njihova tijela, bačeni su u jamu Balinka, duboku oko 360 metara. Tek 1966. godine, engleska speleološka ekipa je pronašla njihove ostatke, nakon čega su pokopani u zajedničkoj grobnici u Plaškom.
Ukazom predsjednika Federativne Narodne Republike Jugoslavije Josipa Broza Tita, 24. srpnja 1953. godine, proglašen je narodim herojem.